# Maldita Nerea
Maldita Nerea es un grupo musical español de pop rock que nació en Murcia. Está formado por el líder Jorge Ruiz Flores.
Desde el lanzamiento de El secreto de las tortugas se ha consagrado como uno de los principales grupos de todo el panorama nacional y también como uno de los más internacionales en Iberoamérica. 
Los fans de Maldita Nerea son conocidos como "Tortugas", debido al logotipo del grupo y al primer disco del grupo que alcanzó el éxito. El grupo cuenta con un campamento de verano, el Maldita Beach Rock (Más conocido como MBR), que capitanea Luis Gómez.

## Trayectoria

### Inicios, del año 2003 al 2007
Grupo originario de Murcia, primero empezaron dando pequeños conciertos en esta provincia y continuaron con actuaciones en locales de Salamanca, donde Jorge (2003)  se mudó para comenzar sus estudios de logopedia, los primeros conciertos allí tuvieron un éxito sorprendente. El público empezó a disfrutar muchísimo en sus actuaciones y a llenar todas las salas en las que actuaban. Las maquetas del grupo pasaban entre los estudiantes de mano en mano y coreaban sus canciones en los conciertos. Poco a poco se convirtieron en unas pequeñas estrellas locales mientras estaban en la carretera todos los fines de semana viajando de Murcia a Salamanca.
Después de pasar un tiempo dando conciertos en pequeñas salas, la multinacional Universal Music se interesa por ellos y publica, en octubre de 2003, su álbum debut, Cuarto creciente. El propio Jorge Ruiz ha explicado el nombre del grupo: «Nerea es el nombre que nosotros damos a la música y el adjetivo de "maldita" es por lo difícil que es vivir de ella y con ella».

### Año 2007 y el primer éxito
En 2007, tras el primer disco y su posterior salida de Universal, Jorge Ruiz decide que su segunda obra será autoeditada. Su segundo álbum, El secreto de las tortugas, producido por Cuarto Creciente Producciones, lanza al conjunto murciano al panorama musical nacional, principalmente con su sencillo «El secreto de las tortugas» y ayudados con la colaboración del grupo jerezano Los Delinqüentes.

### El 2009 y la primera gira de Maldita Nerea
A mediados de mayo de 2009 sacan su nuevo disco que incluye la remasterización de cuatro canciones de su primera obra, el disco completo del segundo trabajo de este grupo murciano y un DVD con el documental autobiográfico y tres videoclips. Además lanzan su primera gira de conciertos en diferentes salas del país, como promoción del nuevo trabajo agotando las entradas en varias de ellas a las pocas semanas.[cita requerida]
El 12 de mayo, Maldita Nerea publicó Es un secreto... No se lo digas a nadie. Se trata de una compilación del CD del segundo álbum y un DVD que recoge la trayectoria de la banda y el éxito popular conseguido.

### Año 2010 y los primeros triunfos nacionales
Durante el año 2010, llega uno de sus grandes éxitos, ya que la canción «Cosas que suenan a...», inédita en Es un secreto... no se lo digas a nadie consigue el primer número 1 en listas musicales para el grupo. Además, fijarían sus dos primeros grandes conciertos en un pabellón deportivo: el Palacio de Deportes de la Comunidad de Madrid en octubre de 2010, donde se agotaron las entradas, y el Sant Jordi Club en diciembre de 2010. El 21 de noviembre de este año el grupo hace por primera vez un concierto en línea en directo, a través de la plataforma de eMe. A pesar de ser tecnología poco conocida por su reciente desarrollo, el grupo consigue reunir a 15000 asistentes a través de la red.
El 10 de diciembre de 2010 Maldita Nerea fue el gran triunfador en la V edición de los Premios 40 Principales, recibiendo los premios al mejor grupo, artista revelación y mejor canción por «Cosas que suenan a...». Además, «El secreto de las tortugas» fue elegida por iTunes como canción del año 2010. En un multitudinario concierto en pleno Palacio de los Deportes de Murcia, su tierra, el grupo finalizó su gira.

### Año 2011, nuevo álbum y descanso
En 2011 lanzan un nuevo proyecto, Fácil, con la presentación del sencillo el 9 de abril de 2011, tras lanzarse en Youtube e iTunes como es habitual, y la comercialización del nuevo disco a partir del 17 de mayo. Se grabó en Nueva York y en los estudios "La Sucursal" (Sabadell) tras una parada de la formación murciana tras finalizar la gira 2010 de algo menos de un año.
Presentaron su nuevo disco por más de 60 localidades españolas con su Gira Fácil comenzando el 26 de mayo de 2011 en San Javier (Región de Murcia), pasando luego por Sevilla, Valladolid, Barcelona, Madrid, Valencia, Murcia... por toda la geografía española y con la novedad de que también estuvieron en Londres el 22 de octubre de ese mismo año y México al presentarse en el Lunario del Auditorio nacional.
A finales de 2011 grabaron la sintonía original del programa de ClanTV "Los Clanners", una canción llamada "Bienvenido a nuestro clan" grabando un vídeo conjuntamente con las estrellas de la serie.

### Año 2013. Conferencias y Maldita Beach Rock, el campamento
En el año 2013, Maldita Nerea y en concreto Jorge Ruiz, estuvo dando conferencias en distintas universidades y congresos relacionados con el campo de la educación y la formación de los más pequeños. Así, participó en "Mentes Brillantes", organizado por El Ser Creativo, una conferencia que aglutina durante dos días en Madrid conferencias de personajes destacados de la actualidad nacional e internacional para promover la ciencia, innovación y el desarrollo. 
Ese mismo año, Luis Gómez, guitarrista del grupo, comienza en julio con el primer Maldita Beach Rock, el campamento de verano oficial del grupo, que combina la playa con el rock y la música de Maldita Nerea y en el que participan gran parte de los componentes de Maldita Nerea. El campamento MBR se realiza en pleno Mar Menor, en la Región de Murcia.

### Año 2014. La vuelta a los escenarios con "Mira Dentro"
Tras casi tres años desaparecidos de los escenarios y con el líder del grupo en Miami, buscando una nueva inspiración para futuros trabajos, es el 1 de abril de 2014 cuando Maldita Nerea volvió con su canción de apoyo a la selección española de fútbol. Con esta canción, que fue patrocinada por Iberdrola, el grupo fue el creador de la canción oficial de la selección para el Mundial de Fútbol de Brasil 2014, se llamó "Buena Energía".
Tras esta creación, a principios de septiembre se anuncia el inicio de una nueva gira que se llamaría "Mira Dentro", título del primer sencillo del álbum con el mismo nombre. Este sencillo sale a finales de julio y es el 6 de octubre (un día antes de lo previsto) cuando el grupo publica su disco Mira Dentro, con el que hará una gira por todo el país durante los meses de octubre, noviembre y diciembre de 2014.
El disco fue incluido por iTunes entre una selección de los 12 mejores de 2014.
Su nuevo sencillo «Mira Dentro» supone un inesperado toque de folk rock en su carrera musical y un regreso a un sonido mucho más acústico e íntimo.

### Bailarina y nuevo disco 2017.
El 26 de mayo de 2017, sobre las 00.15 se cuelga en Spotify y iTunes su nuevo sencillo "Bailarina".
La canción es elegida como sintonía para La Vuelta ciclista a España de 2017

## Miembros
Tras varios años en el panorama musical, el grupo ha sufrido varios cambios desde sus inicios. Así, en un primer momento el grupo estaba formado por:
- Jorge Ruiz: voz y compositor
- Luis Gómez: guitarra
- Carlos Molina: bajo
- Sergio Bernal: batería

Actualmente, Maldita Nerea lo componen cinco personas:
- Jorge Ruiz: voz y compositor
- Luis Gómez: guitarra
- Rafa Martín: bajo
- Vicen Martínez: guitarra
- Serginho Moreira: batería

## Maldita Beach Rock. El campamento de verano oficial
Uno de los componentes del grupo desde su fundación, el guitarrista Luis Gómez crea en julio de 2013 un campamento de verano de música rock que se celebra en Los Urrutias, en la diputación de El Algar de Cartagena (Región de Murcia), y que cuenta con casi todos los músicos de Maldita Nerea como monitores. El campamento recibe el nombre de "Maldita Beach Rock" debido al entorno donde se celebra y a los monitores que imparten clases de instrumentación, armonía y todo lo relacionado con la música.
El campamento, que se ha consolidado como referencia en su entorno y ha sido mencionado como uno de los más innovadores y diferentes, unifica la música rock, a Maldita Nerea, la playa y los deportes náuticos. Se celebran varias ediciones a lo largo de todo el verano, siendo una de ellas dedicada para familias y para todos aquellos mayores de 18 años que se animen.
El campamento, a pesar de llamarse Maldita Beach Rock, es conocido por sus iniciales "MBR" y así es como se puede encontrar por las redes sociales y por las personas que van al mismo. Desde sus inicios, han pasado por él más de 200 personas en sólo dos ediciones, en los veranos de 2013 y 2014.

## Discografía

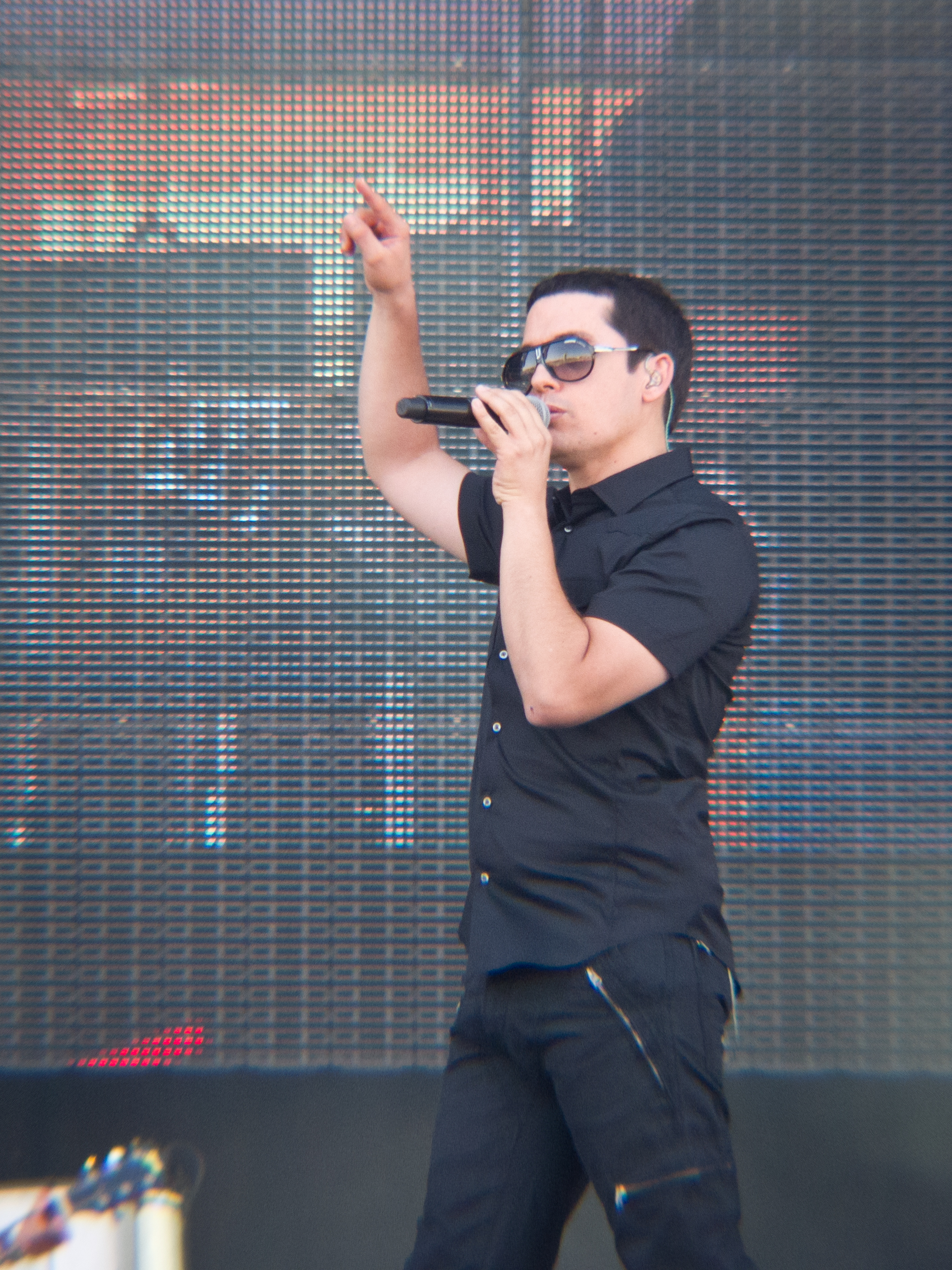
Jorge Ruiz, vocalista de Maldita Nerea.

### Cuarto Creciente(2003)
| N.º | Título                         | Duración |  |
| 1.  | «Se está haciendo tarde»       | 3:50     |  |
| 2.  | «Ninguno de dos»               | 3:28     |  |
| 3.  | «Mi rey y yo»                  | 4:00     |  |
| 4.  | «Te hablaré»                   | 4:01     |  |
| 5.  | «Cariño yo solo quiero llamar» | 4:01     |  |
| 6.  | «Aunque ni siquiera existas»   | 3:59     |  |
| 7.  | «Seis»                         | 5:06     |  |
| 8.  | «Que no es verdad»             | 4:05     |  |
| 9.  | «Sabes demasiado»              | 3:25     |  |
| 10. | «Cuarto creciente»             | 5:37     |  |

### Maldita Maqueta(2004)
| N.º | Título                               | Duración |  |
| 1.  | «La canción de Ana»                  |          |  |
| 2.  | «Cuarto creciente»                   |          |  |
| 3.  | «Ninguno de dos»                     |          |  |
| 4.  | «Quiero verte alrededor»             |          |  |
| 5.  | «Sabes demasiado»                    |          |  |
| 6.  | «Mi rey y yo»                        |          |  |
| 7.  | «Se está haciendo tarde»             |          |  |
| 8.  | «Mi pequeño invierno»                |          |  |
| 9.  | «Cariño yo solo quiero llamar»       |          |  |
| 10. | «Te hablaré»                         |          |  |
| 11. | «Seis»                               |          |  |
| 12. | «La gran mentira»                    |          |  |
| 13. | «Kantamelade» (con Lagarto Amarillo) |          |  |

### El secreto de las tortugas(2007)
| N.º | Título                                              | Duración |  |
| 1.  | «El secreto de las tortugas»                        | 4:08     |  |
| 2.  | «Abrí los ojos»                                     | 3:25     |  |
| 3.  | «Piedra, papel o tijera»                            | 4:29     |  |
| 4.  | «Con trocitos»                                      | 4:08     |  |
| 5.  | «Por eso» (Kantamelade)                             | 5:19     |  |
| 6.  | «La raya»                                           | 4:03     |  |
| 7.  | «Hace tiempo que dices»                             | 3:42     |  |
| 8.  | «Su película»                                       | 4:01     |  |
| 9.  | «Después de todos estos años»                       | 3:15     |  |
| 10. | «Todo está perfecto»                                | 4:10     |  |
| 11. | «El secreto de las tortugas» (con Los Delinqüentes) | 4:08     |  |

### Es un secreto... No se lo digas a nadie(2009)
| N.º | Título                                   | Duración |  |
| 1.  | «Por el miedo a equivocarnos» (Inédita)  | 4:02     |  |
| 2.  | «Cosas que suenan a...» (Inédita)        | 4:36     |  |
| 3.  | «Tu mirada me hace grande» (Inédita)     | 4:18     |  |
| 4.  | «Ninguno de dos» (Nueva versión)         | 3:38     |  |
| 5.  | «Adiós» (Nueva versión)                  | 5:46     |  |
| 6.  | «Se está haciendo tarde» (Nueva versión) | 4:22     |  |
| 7.  | «Seis» (Nueva versión)                   | 5:01     |  |
| 8.  | «El secreto de las tortugas»             | 4:08     |  |
| 9.  | «Con trocitos»                           | 4:08     |  |
| 10. | «Piedra, papel o tijera»                 | 4:19     |  |
| 11. | «Por eso» (Kantamelade)                  | 5:19     |  |
| 12. | «La raya»                                | 4:03     |  |
| 13. | «Abrí los ojos»                          | 3:25     |  |
| 14. | «Hace tiempo que dices»                  | 3:42     |  |
| 15. | «Supelícula»                             | 4:01     |  |
| 16. | «Después de todos estos años»            | 3:15     |  |
| 17. | «Todo está perfecto»                     | 4:10     |  |

### Fácil(2011)
Disco de Platino : 40.000 copias vendidas
| N.º | Título                                      | Duración |  |
| 1.  | «Fácil»                                     | 4:46     |  |
| 2.  | «¿No podíamos ser agua?»                    | 4:02     |  |
| 3.  | «El error»                                  | 3:54     |  |
| 4.  | «El último día»                             | 4:02     |  |
| 5.  | «En el mundo genial de las cosas que dices» | 4:13     |  |
| 6.  | «Con lo que nos hemos dado»                 | 4:08     |  |
| 7.  | «Sobraron precipicios»                      | 3:57     |  |
| 8.  | «Verso acabado. Punto.»                     | 4:13     |  |
| 9.  | «El inventario»                             | 3:38     |  |
| 10. | «No queda nadie»                            | 3:55     |  |

### Mucho + Fácil(2012)
| N.º | Título                                      | Duración |  |
| 1.  | «La respuesta no es la huida»               | 4:47     |  |
| 2.  | «Hecho con tus sueños»                      | 3:57     |  |
| 3.  | «Veré la estrella»                          | 3:34     |  |
| 4.  | «Fácil»                                     | 4:46     |  |
| 5.  | «¿No podíamos ser agua?»                    | 4:02     |  |
| 6.  | «El error»                                  | 3:54     |  |
| 7.  | «El último día»                             | 4:02     |  |
| 8.  | «En el mundo genial de las cosas que dices» | 4:13     |  |
| 9.  | «Con lo que nos hemos dado»                 | 4:08     |  |
| 10. | «Sobraron precipicios»                      | 3:57     |  |
| 11. | «Verso acabado. Punto.»                     | 4:13     |  |
| 12. | «El inventario»                             | 3:38     |  |
| 13. | «No queda nadie»                            | 3:55     |  |

### Mira Dentro(2014)
| N.º | Título                                                                                  | Duración |  |
| 1.  | «Mira dentro»                                                                           | 4:09     |  |
| 2.  | «Mi única verdad»                                                                       | 4:27     |  |
| 3.  | «Perdona si te llamo amor»                                                              | 3:31     |  |
| 4.  | «No pide tanto, idiota»                                                                 | 3:44     |  |
| 5.  | «La canción que no termina»                                                             | 3:24     |  |
| 6.  | «Te merece la pena»                                                                     | 4:01     |  |
| 7.  | «Me contó (La canción de los equivocados)»                                              | 3:41     |  |
| 8.  | «Lo que tu prefieres»                                                                   | 3:58     |  |
| 9.  | «Con una estrella en cada mano»                                                         | 3:52     |  |
| 10. | «Nunca estarás sola»                                                                    | 4:22     |  |
| 11. | «La respuesta no es la huida (Versión acústica)» (Bonus Track exclusivamente en iTunes) | 3:46     |  |

### Bailarina(2017)
| N.º | Título                                                                              | Duración |  |
| 1.  | «Bailarina»                                                                         | 3:45     |  |
| 2.  | «Cuando todas las historias se acaban» (con Leire Martínez de La Oreja de Van Gogh) | 3:44     |  |
| 3.  | «Desde las nubes»                                                                   | 3:46     |  |
| 4.  | «A quien quiera escuchar» (con Ana Mena)                                            | 4:25     |  |
| 5.  | «Me pesan las alas»                                                                 | 3:13     |  |
| 6.  | «Los abrazos que quedan»                                                            | 3:16     |  |
| 7.  | «Al beso siguiente»                                                                 | 4:01     |  |
| 8.  | «Calcetines»                                                                        | 3:48     |  |
| 9.  | «Siempre estaré ahí»                                                                | 3:03     |  |
| 10. | «Despídeme»                                                                         | 4:35     |  |
| 11. | «Tú eres la vida» (Bonus Track)                                                     | 3:46     |  |

### Maldita Sinfónica(2019)
| N.º | Título                                                          | Duración |  |
| 1.  | «Los Abrazos Que Quedan - Directo Sinfónico»                    | 4:29     |  |
| 2.  | «Perdona Si Te Llamo Amor - Directo Sinfónico»                  | 4:16     |  |
| 3.  | «Cuando Todas Las Historias Se Acaban - Directo Sinfónico»      | 5:09     |  |
| 4.  | «En El Mundo Genial De Las Cosas Que Dices - Directo Sinfónico» | 5:44     |  |
| 5.  | «No Pide Tanto, Idiota - Directo Sinfónico»                     | 4:36     |  |
| 6.  | «Despídeme - Directo Sinfónico»                                 | 6:39     |  |
| 7.  | «Hecho Con Tus Sueños - Directo Sinfónico»                      | 4:09     |  |
| 8.  | «Por El Miedo A Equivocarnos - Directo Sinfónico»               | 5:07     |  |
| 9.  | «¿No Podíamos Ser Agua? - Directo Sinfónico»                    | 5:29     |  |
| 10. | «La Canción Que No Termina - Directo Sinfónico»                 | 6:40     |  |
| 11. | «Mira Dentro - Directo Sinfónico»                               | 4:30     |  |
| 12. | «La Respuesta No Es La Huida - Directo Sinfónico»               | 6:00     |  |
| 13. | «A Quien Quiera Escuchar - Directo Sinfónico»                   | 4:36     |  |
| 14. | «Bailarina - Directo Sinfónico»                                 | 4:39     |  |
| 15. | «El Secreto De Las Tortugas - Directo Sinfónico»                | 4:39     |  |
| 16. | «Tu Mirada Me Hace Grande - Directo Sinfónico [Bonus track]»    | 4:57     |  |

### Un planeta llamado nosotros(2020)
| N.º | Título                                    | Duración |  |
| 1.  | «Un planeta llamado nosotros»             | 3:45     |  |
| 2.  | «Un planeta llamado nosotros (videoclip)» | 4:46     |  |
| 3.  | «Dos besos después (videoclip)»           | 4:24     |  |
| 4.  | «Te prometo libertad»                     | 4:35     |  |
| 5.  | «La espera»                               | 4:24     |  |
| 6.  | «Demasiado ruido»                         | 3:07     |  |
| 7.  | «La historia de tu vida»                  | 3:32     |  |
| 8.  | «Extraordinario»                          | 3:32     |  |
| 9.  | «Extraordinario (videoclip)»              | 4:04     |  |
| 10. | «Tú no puedes hablar de amor»             | 2:59     |  |
| 11. | «Y los niños ahí mirando»                 | 4:04     |  |
| 12. | «La nana de los besos»                    | 2:16     |  |
| 13. | «Siempre estaré ahí (versión 2020)»       | 4:04     |  |

### Sencillos
| Año  | Canción                                                     | Álbum                                          |
| ---- | ----------------------------------------------------------- | ---------------------------------------------- |
| 2003 | "Mi rey y yo"                                               | Cuarto Creciente                               |
| 2007 | "El secreto de las tortugas" (con Los Delinqüentes)         | El secreto de las tortugas                     |
| 2008 | "Abrí los ojos"                                             | El secreto de las tortugas                     |
| 2008 | "Por el miedo a equivocarnos"                               | Es un secreto… No se lo digas a nadie          |
| 2010 | "Cosas que suenan a..."                                     | Es un secreto… No se lo digas a nadie          |
| 2010 | "El secreto de las tortugas" (versión de 2010)              | Es un secreto… No se lo digas a nadie          |
| 2010 | "Tu mirada me hace grande"                                  | Es un secreto… No se lo digas a nadie          |
| 2011 | "Fácil"                                                     | Fácil                                          |
| 2011 | "¿No podíamos ser agua?"                                    | Fácil                                          |
| 2012 | "En el mundo genial de las cosas que dices"                 | Fácil                                          |
| 2012 | "La respuesta no es la huida"                               | Mucho + Fácil                                  |
| 2014 | "Buena energía"                                             | Mira dentro como "Nunca estarás sola"          |
| 2014 | "Mira dentro"                                               | Mira dentro                                    |
| 2014 | "Perdona si te llamo amor"                                  | Mira dentro                                    |
| 2015 | "No pide tanto, idiota"                                     | Mira dentro                                    |
| 2015 | "Tú eres la vida"                                           | Tú eres la vida (Single Solidario)             |
| 2016 | "Te dejo en libertad (solo en España, ft. Ha*Ash) "         | Primera fila: Hecho realidad (edición europea) |
| 2017 | "Bailarina"                                                 | Bailarina (Single)                             |
| 2017 | "Cuando todas las historias se acaban (ft. Leire Martínez)" | Bailarina                                      |
| 2018 | "A quien quiera escuchar (ft. Ana Mena)"                    | Bailarina                                      |

## Premios y reconocimientos

### Premios 40 Principales  (2005-2015)
Los Premios 40 Principales de la música, son unos premios creados en 2006 por la cadena musical de radio Los 40 Principales, con motivo de la celebración del cuadragésimo aniversario de la fundación de la cadena.
| Año  | Candidato                         | Categoría                            | Resultado |
| ---- | --------------------------------- | ------------------------------------ | --------- |
| 2010 | Maldita Nerea                     | Artista revelación en 40 Principales | Ganador   |
| 2010 | Maldita Nerea                     | Mejor grupo o dúo                    | Ganador   |
| 2010 | «Cosas que suenan a...»           | Mejor canción                        | Ganador   |
| 2010 | «El secreto de las tortugas»      | Mejor videoclip musical              | Nominado  |
| 2010 | Gira «El secreto de las tortugas» | Mejor festival, gira o concierto     | Nominado  |
| 2011 | «Fácil»                           | Mejor álbum                          | Ganador   |
| 2011 | Maldita Nerea                     | Mejor artista o grupo                | Nominado  |
| 2011 | Gira «Fácil»                      | Mejor festival, gira o concierto     | Nominado  |
| 2012 | Gira "Mucho + Fácil"              | Mejor festival, gira o concierto     | Nominado  |
| 2014 | "Mira Dentro"                     | Mejor videoclip musical              | Nominado  |
| 2015 | Gira "Mira Dentro"                | Mejor festival, gira o concierto     | Nominado  |

### Premios Lo que de Verdad Importa
| Año  | Candidato   | Categoría              | Resultado |
| ---- | ----------- | ---------------------- | --------- |
| 2014 | Mira Dentro | Algo + que una canción | Ganador   |

### Premios Cadena 100
| Año  | Candidato     | Categoría                  | Resultado |
| ---- | ------------- | -------------------------- | --------- |
| 2011 | Maldita Nerea | Los número 1 de Cadena 100 | Ganador   |

### Disco del Año TVE
| Año  | Candidato                                 | Categoría         | Resultado |
| ---- | ----------------------------------------- | ----------------- | --------- |
| 2010 | "Es un secreto... No se lo digas a nadie" | Disco del Año TVE | Nominado  |
| 2011 | "Fácil"                                   | Disco del Año TVE | Nominado  |

### Neox Fan Awards
| Año  | Candidato     | Categoría  | Resultado |
| ---- | ------------- | ---------- | --------- |
| 2013 | Maldita Nerea | El grupazo | Nominado  |

### Premios Fcinco Jóvenes Influyentes
| Año  | Candidato     | Categoría | Resultado |
| ---- | ------------- | --------- | --------- |
| 2016 | Maldita Nerea | Música    | Ganador   |

### Premios Cosmo
| Año  | Candidato | Categoría          | Resultado |
| ---- | --------- | ------------------ | --------- |
| 2017 | Bailarina | Canción Cosmo 2017 | Nominado  |

### Premios The Hall Of Stars
| Año  | Candidato     | Categoría            | Resultado |
| ---- | ------------- | -------------------- | --------- |
| 2018 | Maldita Nerea | Mejor Grupo o Dúo    | Nominado  |
| 2018 | Bailarina     | Mejor Álbum Nacional | Nominado  |